# Imre Ámos

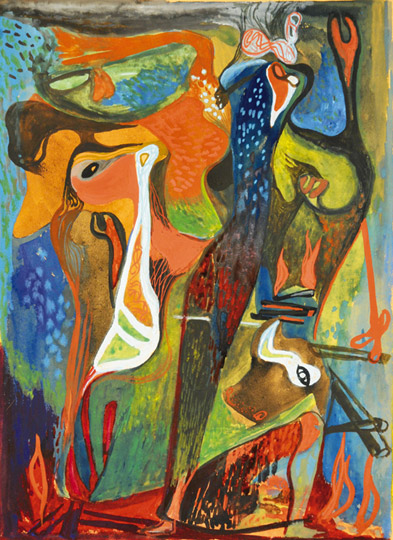

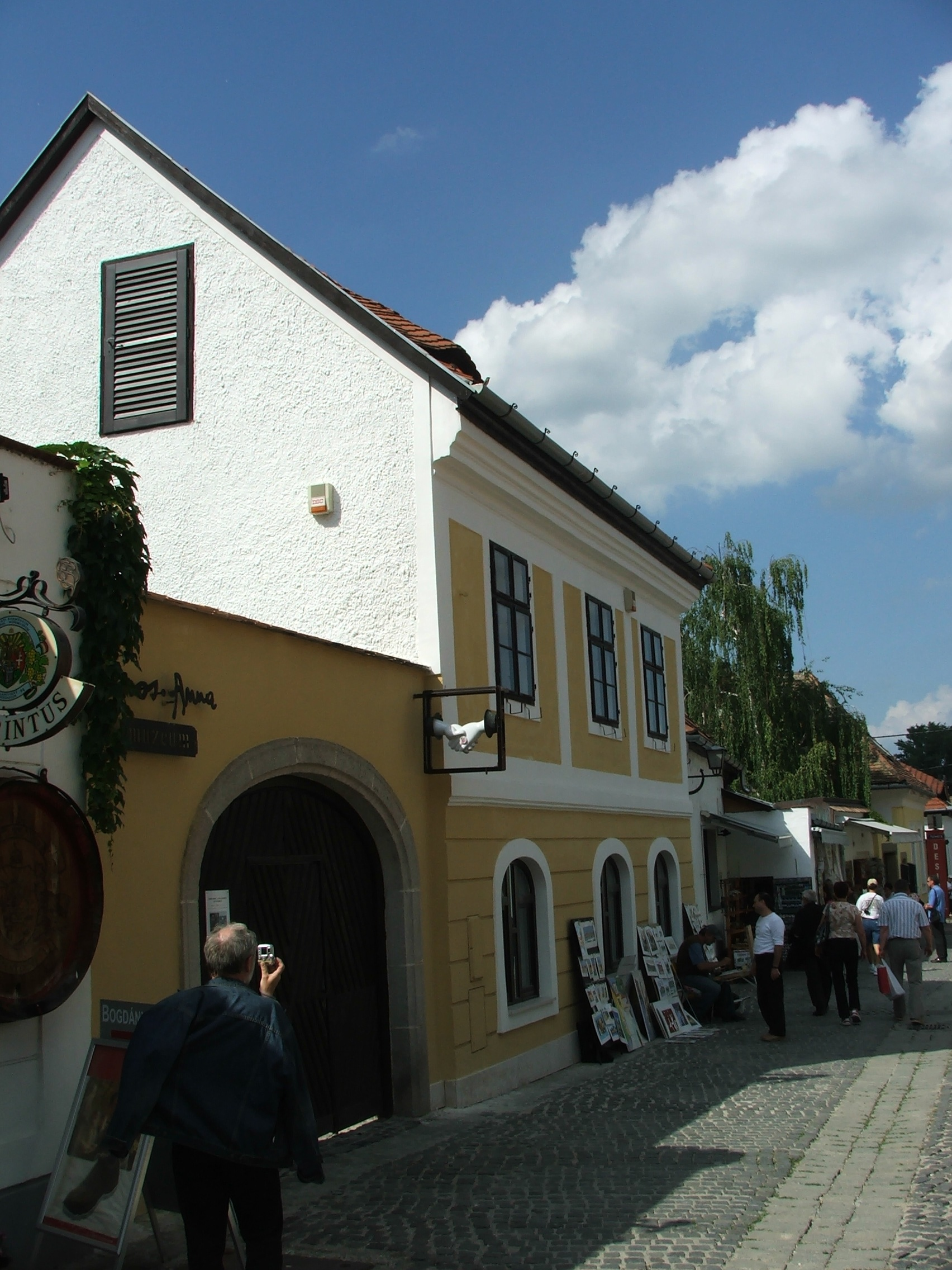
Muzeum Imre Amosa oraz jego żony w Szentendre

Imre Ámos (ur. 7 grudnia 1907 w Nagykálló, zm. 1944 w KL Buchenwald) – węgierski malarz żydowskiego pochodzenia.
W 1927 roku wstąpił na Politechnikę Budapeszteńską, gdzie studiował do 1929 roku. Wówczas rozpoczął studia na Akademii Sztuk Pięknych, gdzie jego nauczycielem został Gyula Rudnay. Na uczelni poznał Annę Margit, która w przyszłości została jego żoną.
W późniejszych latach Imre rozpoczął karierę malarza, będąc pod wpływami takich artystów jak József Rippl-Rónai oraz Róbert Berény. Od połowy lat 30 XX w. duży wpływ na jego styl miały m.in. prace Marca Chagalla.
W 1936 roku został wybrany na członka Zgromadzenia Społeczeństwa Artystycznego, którego siedziba znajdowała się w mieście Szentendre. W 1937 odwiedził Paryż, gdzie poznał Chagalla. W 1938 wybrano go na członka artystycznej grupy Narodowe Salony.
W 1940, podczas II wojny światowej, podobnie jak większość węgierskich Żydów został wysłany do obozu pracy w Wojwodinie. Wraz z wkroczeniem wojsk radzieckich na tereny bałkańskie obóz został zlikwidowany, a więźniów obozu przetransportowano do obozu koncentracyjnego w Buchenwaldzie, gdzie zmarł kilka miesięcy później w wieku 37 lat. W czasie wojny namalował jedne ze swoich najsłynniejszych obrazów: „Ciemne Czasy”, „Ucieczka” oraz „Wojna”